# Sebastianismo

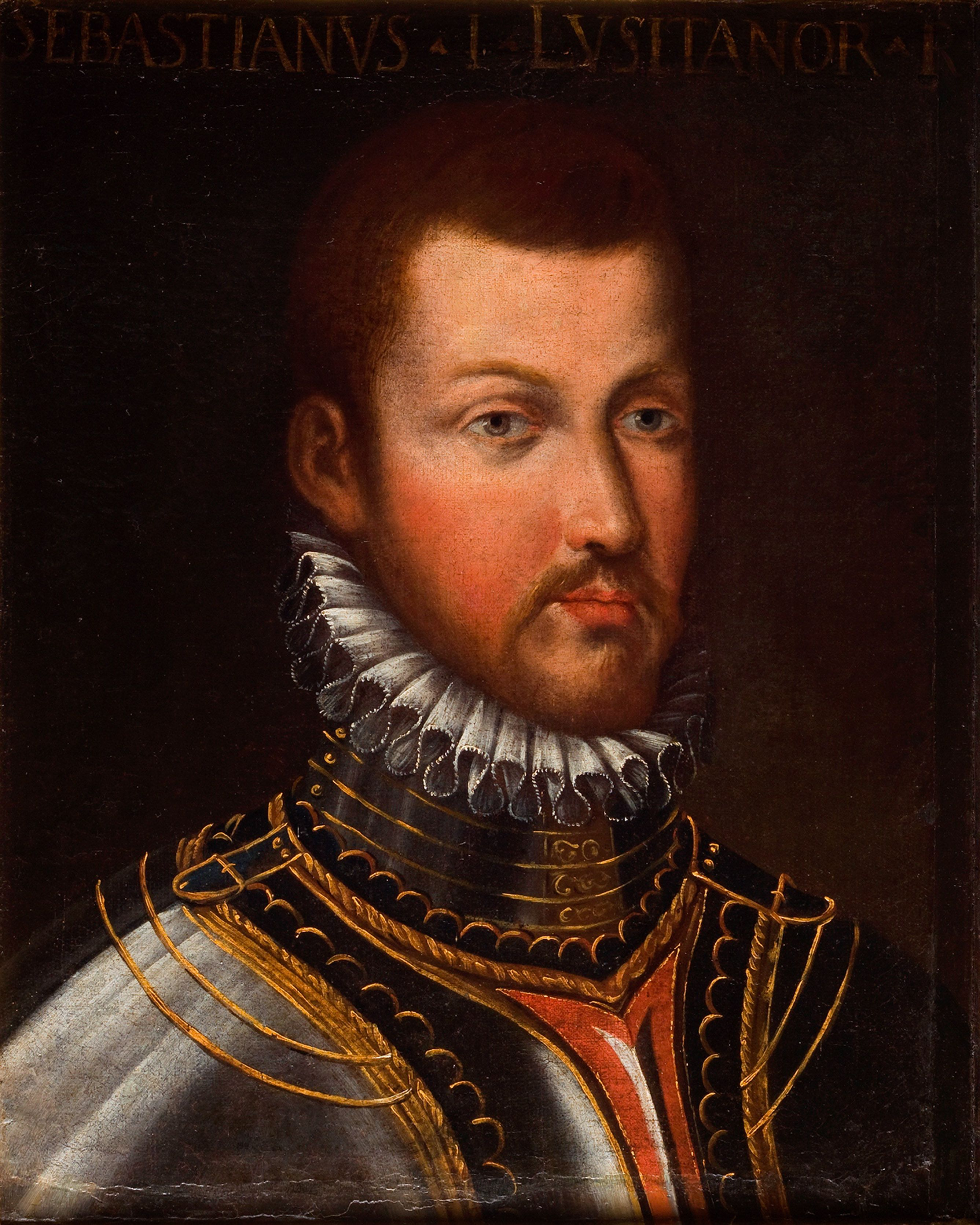
Ritratto del re Sebastiano I

Il Sebastianismo è stato un movimento mistico-secolare che a partire dalla seconda metà del XVI secolo si diffuse in Regno del Portogallo a seguito della morte del re Sebastiano I nella battaglia di Alcazarquivir nel 1578.
In senso lato il sebastianismo, entrato nella cultura portoghese e brasiliana, sta ad indicare l'attesa in vista dell'arrivo di un eroe capace di riportare il Paese all'antico splendore.

## Letteratura
Spesso associato al mito millenarista conosciuto come Quinto Impero, il Sebastianismo è un tema presente nelle opere di diversi scrittori e pensatori portoghesi, tra i quali Fernando Pessoa, spesso sulla base dei vaticini popolari (Trovas) di Gonçalo Annes Bandarra.

## Cinema
Alla figura mitica di Sebastiano, il regista Manoel de Oliveira dedica il film Il quinto impero - Ieri come oggi, dove «prova a raccontare come si fece strada nell'animo del re, l'idea di una nuova crociata». È stato scritto che il re «andrà a morire in Africa con un esercito di cui non torneranno che 50 uomini. I Mori cattureranno 9000 uomini e 10.000 chitarre». I titoli di testa e di coda del Quinto impero scorrono insieme alla musica del chitarrista compositore portoghese Carlos Paredes, si tratta del primo pezzo tratto da Guitarra Portuguesa, Variações em Ré maior. Carlos Peredes in un'intervista del 1988 ha dichiarato: «Il nuovo cinema Portoghese affronta i grandi temi della cultura del nostro paese e i problemi del nostro popolo. (...) Penso che continuerò ad utilizzare la mia chitarra per il "Nuovo cinema portoghese"».
Un altro film basato sul Sebastianismo era stato Frei Luís de Sousa di António Lopes Ribeiro, incentrato sulla vita del «frate domenicano (...) prigioniero dei Mori ad Algeri, dove conobbe Cervantes». La pellicola del regista portoghese, appartenente al cinema dell'area egemone dello Estado Novo, a differenza di quella di Manoel de Oliveira il cui percorso è da collegare al Cinema Novo portoghese, tratta quindi lo stesso tema dell'attesa di un ritorno dopo la battaglia di Alcazarquivir, un ritorno che in Lopes Ribeiro accade, dimostrando però nel contempo l'impossibilità di ricollegarsi al filo della storia delle persone che era proceduta parallelamente.